# Hypographa
Hypographa là một chi bướm đêm thuộc họ Geometridae.

## Các loài
Các loài thuộc chi này bao gồm:
- Hypographa phlegetonaria – Guénée, 1857